# Drużynowe Mistrzostwa Świata w Chodzie Sportowym 2024
4. Drużynowe Mistrzostwa Świata w Chodzie Sportowym – zawody lekkoatletyczne w chodzie sportowym, które odbyły się 21 kwietnia 2024 roku na dwukilometrowej trasie wokół terenów wystawienniczych Expo 2016 w tureckiej Antalyi.
Wyboru gospodarza dokonała Rada World Athletics podczas kongresu 22 marca 2023 roku, natomiast ambasadorem imprezy został Robert Korzeniowski.
Rozegrano pięć konkurencji, w tym po raz pierwszy sztafetę mieszaną w chodzie na dystansie maratonu (w każdym zespole znalazły się po jednym mężczyźnie oraz jednej kobiecie, a każda z drużyn musiała przejść odcinki o długościach 12,195 km – 10 km – 10 km – 10 km), która znalazła się w programie igrzysk olimpijskich w tym samym roku. Konkurencja była także główną kwalifikacją olimpijską – awans uzyskały 22 najlepsze drużyny, w tym maksymalnie 5 państw z dwoma duetami.

## Wyniki
| WL – najlepszy wynik na listach światowych w sezonie \| CR – rekord zawodów \| NR – rekord kraju \| SB - najlepszy wynik w sezonie |

### Mężczyźni
|                           | 1. miejsce                                             | Rezultat          | 2. miejsce                                          | Rezultat | 3. miejsce                                                           | Rezultat |
| Chód na 10 km (juniorzy)  | Isaac Beacroft                                         | 39:56 AU20R AU18R | Shi Shengji                                         | 39:57    | Luo Jiawei                                                           | 40:03    |
| Chód na 10 km (drużynowo) | Chiny · Shi Shengji · Luo Jiawei                       | 5 pkt.            | Japonia · Sotarō Ōsaka · Taisei Yoshizako           | 10 pkt.  | Australia · Isaac Beacroft · Riley Coughlan                          | 14 pkt.  |
| Chód na 20 km             | Perseus Karlström                                      | 1:18:49           | Paul McGrath                                        | 1:19:14  | Diego García                                                         | 1:19:51  |
| Chód na 20 km (drużynowo) | Hiszpania · Paul McGrath · Diego García · Álvaro López | 13 pkt.           | Japonia · Yūta Koga · Satoshi Maruo · Tomohiro Noda | 26 pkt.  | Włochy · Riccardo Orsoni · Gianluca Picchiottino · Michele Antonelli | 33 pkt.  |

### Kobiety
|                           | 1. miejsce                                  | Rezultat | 2. miejsce                                            | Rezultat | 3. miejsce                                                      | Rezultat   |
| Chód na 10 km (juniorki)  | Yang Xizhen                                 | 45:06    | Aldara Meilán                                         | 45:12    | Sofia Santacreu                                                 | 45:17 PB   |
| Chód na 10 km (drużynowo) | Hiszpania · Aldara Meilán · Sofia Santacreu | 5 pkt.   | Chiny · Yang Xizhen · Chen Meiling                    | 6 pkt.   | Włochy · Giulia Gabriele · Serena Di Fabio                      | 11 pkt.    |
| Chód na 20 km             | Kimberly García                             | 1:27:12  | Ma Zhenxia                                            | 1:27:55  | Érica de Sena                                                   | 1:29:22 SB |
| Chód na 20 km (drużynowo) | Chiny · Ma Zhenxia · Ji Haiying · Shi Yuxia | 15 pkt.  | Peru · Kimberly García · Evelyn Inga · Mary Luz Andía | 15 pkt.  | Hiszpania · Lidia Sánchez-Puebla · Antía Chamosa · Paula Juárez | 31 pkt.    |

### Mieszane
|                                                   | 1. miejsce                                            | Rezultat   | 2. miejsce                            | Rezultat   | 3. miejsce                                      | Rezultat |
| Sztafeta mieszana w chodzie na dystansie maratonu | Włochy II · Francesco Fortunato · Valentina Trapletti | 2:56:45 PB | Japonia I · Kōki Ikeda · Kumiko Okada | 2:57:04 PB | Hiszpania I · Álvaro Martín · Laura García-Caro | 2:57:47  |